# Raionul Obuhiv (pre-2020), Kiev
Obuhiv (în ucraineană Обухівський район, transliterat: Obuhivskîi raion) este un raion în regiunea Kiev, Ucraina. Reședința sa este orașul Obuhiv.

## Demografie
Componența lingvistică a raionului Obuhiv
     Ucraineană (87,29%)
     Rusă (12,19%)
     Alte limbi (0,21%)
Conform recensământului din 2001, majoritatea populației raionului Obuhiv era vorbitoare de ucraineană (87,29%), existând în minoritate și vorbitori de rusă (12,19%).